# Apisit Kaikaew
Apisit Kaikaew (* 6. Juni 1974) ist ein thailändischer Fußballtrainer.

## Karriere
Apisit Kaikaew war von 2013 bis zum 31. März 2017 Co-Trainer der thailändischen Nationalmannschaft. Im Mai 2015 übernahm er kurzzeitig die Mannschaft des Erstligisten TOT SC aus der Hauptstadt Bangkok. Am 31. Mai 2017 unterschrieb er einen Vertrag beim Erstligisten Super Power Samut Prakan FC in Samut Prakan. Hier stand er bis zu seiner Entlassung am 10. September 2017 zehnmal an der Seitenlinie.